# Step into the Light
"Step Into the Light" é uma música do cantor australiano Darren Hayes, lançada como pré-single do álbum This Delicate Thing We've Made, em 2007.

## Lançamento
O single foi lançado promocionalmente em CD, contendo diversos remixes, e enviado para djs e clubes ao redor do mundo, visando o mercado de música dance eletrônica.
Remixes da faixa também foram incluídos no tracklist do primeiro single oficial do álbum, intitulado "On the Verge of Something Wonderful".

## Videoclipe
A faixa teve um videoclipe em animação 3D produzido por Richard Cullen e Damien Hale, lançado pelo site oficial do cantor. Posteriormente, o vídeo foi incluído no DVD This Delicate Film We've Made, lançado pelo cantor em 2008.

## Remixes
- Dave Pezza Club Mix
- Dave Pezza Radio Edit
- Dave Pezza Remix Dub
- Hook N Sling Remix
- Moto Blanco Club Mix
- Moto Blanco Club Mix Vox Up
- Moto Blanco Dub Mix
- Moto Blanco Radio Mix
- Shave And Sugar Dub
- Shave And Sugar Remix
- Tony Moran Full Mix
- Tony Moran Radio Mix
- Wayne G & Andy Allder Circuit Anthem

## Paradas musicais
| Parada (2007)                     | Posição |
| --------------------------------- | ------- |
| Estados Unidos (Dance Club Songs) | 5       |
| Brasil (Top 30 Dance Club)        | 13      |